# Všichni hoši
Všichni hoši (v originále Poikien bisnes) je finsko-dánský dokumentární film z roku 2009, který režíroval Markku Heikkinen. Film zachycuje zákulisí filmové gay pornografie v České republice. Snímek byl v ČR uveden na Mezinárodním festivalu dokumentárních filmů Jihlava.

## Děj
Film mapuje fenomén produkce gay pornografie v České republice, jehož rozvoj nastal již v 90. letech.
Zaměřuje se především na vztahy mezi výrobci a účinkujícími. Film sleduje převážně amerického producenta gay pornografie Dana Komara, který v 90. letech založil v Praze produkční společnost specializující se na natáčení gay pornofilmů s aktéry z České republiky a Slovenska. Vyzpovídává též několik bývalých účinkujících a sleduje jejich současný život. Ve filmu vystupují též další čeští spolupracovníci (fotografové, režiséři, casting) a němečtí konzumenti.